# Seasons (stacja telewizyjna)
Seasons – tematyczny kanał telewizyjny poświęcony wędkarstwu i łowiectwu. W polskiej wersji językowej stacja nadawała w latach 1999–2002 przez 12 godzin dziennie od południa do północy.
Kanał poświęcony polowaniom i wędkarstwu rozprowadzany był w Polsce za pośrednictwem sieci kablowych, a do marca 2002 dostępny był również na platformie Cyfra+.
Początkowo nadawca wykorzystywał francuską mutację kanału z satelity Astra, która emitowała polską ścieżkę językową, jednak część programów nadawana była w oryginale. W celu zmniejszenia kosztów produkcji od 5 listopada 2001 polska wersja kanału była nadawana z Włoch z satelity Hot Bird, z której to pozycji korzystała również Cyfra+. Doszło także do sporych zmian programowych, a sam kanał od tego czasu nadawany był w 100% po polsku.
Ze względu na niekorzystną sytuację na rynku medialnym we Włoszech i wysokie koszty produkcji 30 września 2002 roku kanał zawiesił tam nadawanie i jednocześnie zniknęła polska wersja językowa. Nadawcą kanału była Grupa MultiThématiques. Od uruchomienia do końca sierpnia 2004 MultiThématiques był także nadawcą w Polsce kanału dokumentalnego Planete. 1 września 2004 roku producentem polskiej wersji tego kanału został Canal+ Cyfrowy.